# Chưởng dinh
Chưởng dinh (chữ Hán: 掌營 - tiếng Anh: Area Command Commandant) là một chức quan võ được đặt ra vào thời chúa Nguyễn và bãi bỏ vào thời Nguyễn. Chưởng dinh là chức võ quan cao nhất và chịu sự điều hành trực tiếp từ chúa. Trái lại, thời Nguyễn, Chưởng doanh (chữ Hán: 掌營 - tiếng Anh: Encampment Commandant) là chức võ quan cao thứ 2, sau Ngũ quân Đô thống.
Là chức quan võ cao nhất triều đình, nắm giữ binh quyền tại một dinh thời chúa Nguyễn, chức Chưởng dinh về thực quyền:
- có cấp bậc thấp hơn chức Thái úy thời Lê Thánh Tông vì chức Thái úy thời này là vị tổng tư lệnh cả năm phủ Đô đốc
- có cấp bậc tương tự chức Ngũ quân Đô đốc từ thời Lê Thế Tông trở đi (vì chức Thái úy thời này chỉ là tước để tăng thêm), thời Mạc, thời chúa Trịnh
- có cấp bậc tương tự chức Ngũ quân Đô thống thời Nguyễn hoặc chức Nguyên soái (tiếng Anh: Marshal) tại Tây phương thời nay
- có cấp bậc tương tự chức Tổng trấn thời Nguyễn, nhưng quyền hạn chức Chưởng dinh thấp hơn nhiều. Chức Tổng trấn thời Nguyễn được triều đình đặc trách toàn quyền dân sự lẫn quân sự một thành (Bắc thành và Gia Định thành), một đơn vị hành chính gần bằng cả một miền tại Việt Nam, gồm nhiều dinh hoặc trấn hợp lại.

## Lịch sử
Thời chúa Nguyễn, toàn quốc được chia thành nhiều dinh, mỗi dinh cai quản một phủ, dưới phủ có huyện, tổng, xã. Quân binh được chia làm ba loại: quân túc vệ ở kinh thành Phú Xuân, quân chính quy đóng tại các dinh trên toàn quốc và thổ binh tại các địa phương. Quân chính quy được phiên chế theo thứ tự: dinh, cơ, đội và thuyền. Dinh là cấp quân đoàn cao nhất và đứng đầu dinh là Chưởng dinh, đứng đầu các cơ là Chưởng cơ và Cai cơ; đứng đầu các đội có Cai đội và Đội trưởng, đứng đầu các thuyền có các Cai thuyền. Chưởng dinh là cấp bậc võ quan cao nhất và chịu sự điều hành trực tiếp từ nhà chúa.
Vì mỗi dinh hành chính (ví dụ dinh Lưu Đồn) lại có một quân đoàn là dinh kèm theo, tổng số Chưởng dinh thời chúa Nguyễn tăng hoặc giảm tùy theo số dinh, trấn trong toàn quốc. Thời chúa Sãi (1613-1635), toàn quốc được chia ra làm 7 dinh. Thời chúa Võ (1738-1765), toàn quốc được chia làm 12 dinh và một trấn.
Quân binh tại mỗi dinh bao gồm quân chính quy và quân thổ binh. Quân chính quy lên đến vài ngàn binh và quân địa phương đông gấp mấy lần quân chính quy. Vì vậy, tổng số quân binh tại mỗi dinh có thể từ vài ngàn lên đến gần 2 hoặc 3 vạn quân.
Theo Lịch sử xứ Đàng Trong, số quân chính quy tại Chánh dinh Phú Xuân có hơn 3 vạn binh, dinh Lưu Đồn hơn 4 ngàn binh, dinh Quảng Bình hơn 3 ngàn binh, dinh Bố Chính gần 1.500 binh, v.v.. Nếu cộng thêm với quân địa phương, tổng số binh lính tại mỗi dinh, ngoại trừ Chánh dinh Phú Xuân với số binh cao hơn rất nhiều, có thể từ vài ngàn đến 1 vạn hoặc hơn.
Thời chúa Nguyễn, những chức vụ quan trọng từ chức Chưởng dinh, Chưởng cơ cho đến Cai đội, đều tuyển chọn từ người tôn thất hoặc người Thanh Hoa (tức Thanh Hóa), con cháu những người này khi lớn tuổi thì được sung làm cai đội tòng quân ở các dinh.
Thời Nguyễn, chức Chưởng dinh được bãi bỏ. Từ thời Gia Long kéo dài đến trước năm Minh Mạng 12 Tân Mão 1831, việc khó khăn trong cuộc cải tổ hệ thống quan lại toàn quốc do hệ thống quan lại khác nhau từ hai triều chúa Nguyễn và chúa Trịnh sau hơn 200 năm phân chia, triều đình thường đặc trách các võ quan quyền trông coi mọi mặt quân sự lẫn dân sự tại nơi được bổ. Chức võ quan cao nhất lúc bấy giờ là Tổng trấn (với 2 vị Tổng trấn Bắc thành và Tổng trấn thành Gia Định) điều hành các Trấn thủ nắm giữ các trấn tại miền Bắc và miền Nam. Tại miền Trung, chức võ quan cao nhất là Trấn thủ (với các Trấn thủ cho 4 trấn và 7 dinh độc lập). Các quan Tổng Trấn tại miền Bắc và Nam, cùng với các Trấn thủ tại miền Trung chịu sự điều hành trực tiếp từ vua.
Từ thời Minh Mạng 12 Tân Mão 1831 trở đi, việc cải tổ toàn bộ hệ thống hành chính và quân đội đã đưa đến việc tất cả các trấn, dinh được đổi thành tỉnh và toàn quốc được chia làm 31 tỉnh. Quân đội thời này vẫn giữ năm vị chỉ huy cao nhất chức Ngũ quân Đô thống chia theo 5 đạo quân, gồm trung quân, tả quân, hữu quân, tiền quân, và hậu quân[1], nhưng chức Tổng trấn và Trấn thủ được bãi bỏ và quyền hạn điều hành mọi mặt dân sự và quân sự tại một tỉnh lúc này được giao cho Tuần phủ hoặc Tổng đốc. Chức võ quan cao nhất lúc này là Ngũ quân Đô thống và chịu sự điều hành trực tiếp từ vua. Dưới Ngũ quân Đô thống là các Thống chế, Đề đốc, Chưởng Vệ đứng đầu các quân đoàn cao nhất là doanh, khoảng từ 2.500 - 4.800 binh lính. Thời kỳ này, Chưởng doanh là chức võ quan cao thứ 2, sau Ngũ quân Đô thống.

## Lưu ý
- Thời chúa Nguyễn, 營 được đọc là dinh vì thời này, mỗi dinh hành chính (ví dụ dinh Lưu Đồn) lại có một quân đoàn là dinh kèm theo, nên chức thường được đọc hoặc viết là Chưởng dinh[cần dẫn nguồn]. Thời Nguyễn, theo Từ điển Chức Quan Việt Nam[6], 營 đọc là doanh tức đơn vị lớn của quân đội nhà Nguyễn do Thống suất Chưởng doanh trật Chánh nhị phẩm chỉ huy.[6] Vì vậy, dù trong chữ Hán vẫn dùng chung từ 營, nhưng chức và tên gọi Chưởng dinh hoặc Chưởng doanh cần được đọc và viết khác nhau trong chữ Việt tùy từng thời điểm
- Thời chúa Nguyễn, Chưởng dinh là chức võ quan cao nhất. Thời Nguyễn, Chưởng doanh là chức võ quan cao thứ 2, sau Ngũ quân Đô thống.
- Chức Chưởng dinh thuần túy là chức võ quan trực thuộc triều đình. Thời chúa Nguyễn, Trấn thủ (hay Đô đốc tại trấn Hà Tiên) là chức quan cao nhất tại một dinh hành chính, cùng với Cai bộ và Ký lục trông coi mọi mặt tại nơi dinh mà mình quản lý. Ví dụ như trường hợp của Lễ Thành hầu Nguyễn Hữu Cảnh. Nguyên sau cuộc bình định dấy loạn tại dinh Bình Khang, triều đình đã phong cho Nguyễn Hữu Cảnh chức Chưởng cơ, nhưng đồng thời bổ cho ông chức Trấn thủ dinh Bình Khang. Như vậy, về mặt hành chính, Nguyễn Hữu Cảnh, với chức Trấn Thủ, là vị quan cao nhất tại dinh Bình Khang trông coi mọi mặt dân sự lẫn quân sự liên quan đến dinh hành chính Bình Khang. Nhưng về mặt quân sự, với chức Chưởng cơ, Nguyễn Hữu Cảnh là một hoặc trong vài vị võ quan cao thứ 2 tại quân đoàn dinh Bình Khang, được đặt dưới quyền chỉ huy trực tiếp của vị võ quan Chưởng dinh Bình Khang.
- Thời Nguyễn, các vị võ quan cao cấp thời chúa Nguyễn với chức Chưởng Cơ thường được truy phong chức Chưởng dinh. Ví dụ như trường hợp của Lễ Thành hầu Nguyễn Hữu Cảnh.